# Sash!
Sash!, diminuitivo de Sascha Lappessen, é um DJ Alemão. Nascido a 10 de Junho de 1970 na cidade de Nettetal, Alemanha.
Sua música de maior sucesso, foi a "Ecuador".

## Álbuns
| Ano  | Título                              |
| ---- | ----------------------------------- |
| 1997 | It's My Life - The Album            |
| 1998 | Life Goes On                        |
| 2000 | Trilenium                           |
| 2000 | Encore Une Fois - The Greatest Hits |
| 2002 | S4!Sash!                            |
| 2007 | 10th Anniversary                    |